# 幸野楳嶺

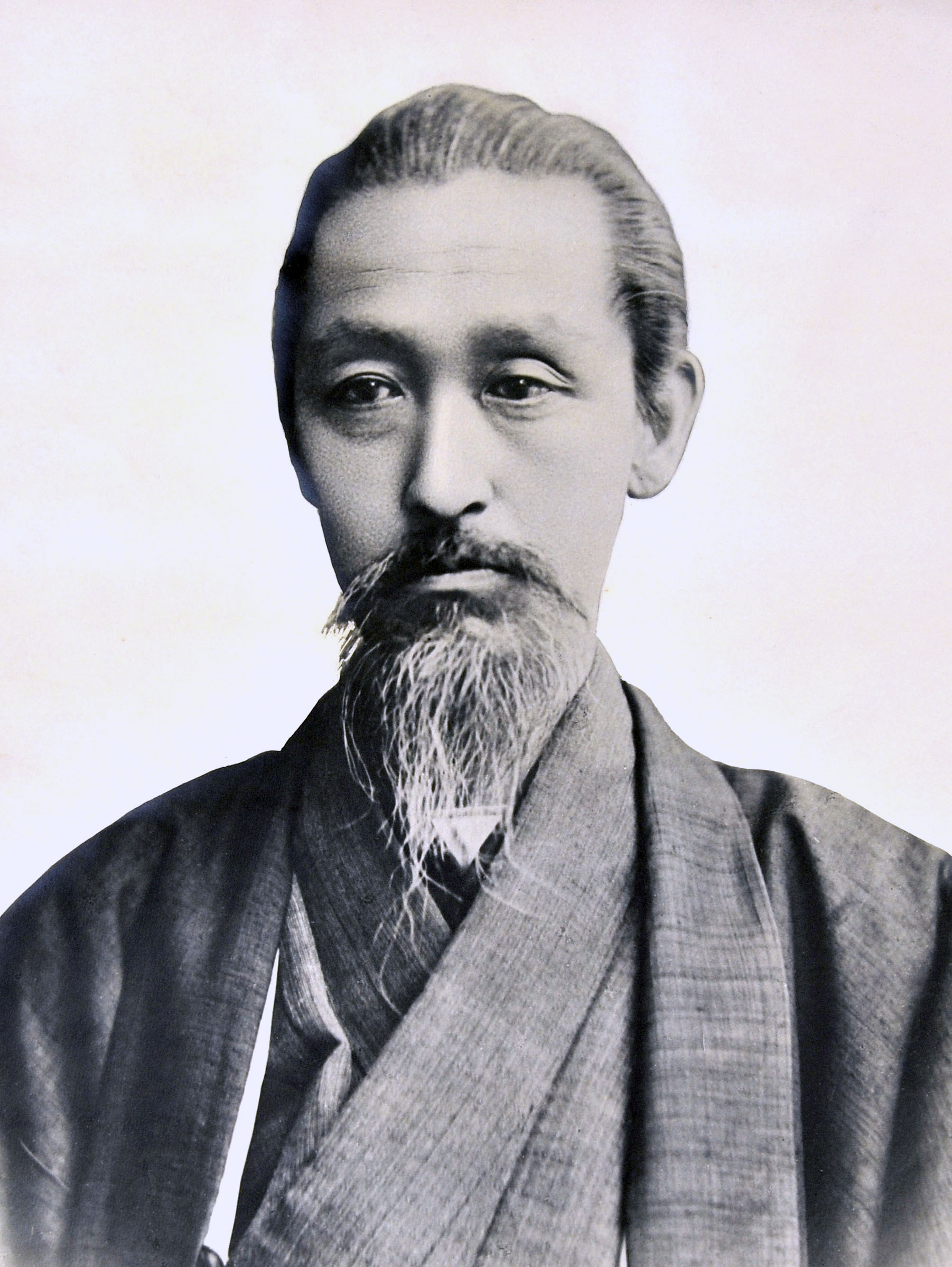
幸野楳嶺肖像

幸野 楳嶺（こうの ばいれい、弘化元年3月3日（1844年4月20日） - 明治28年（1895年）2月2日）は、江戸時代末から明治初期の日本画家。名は直豊、幼名は角三郎、字は思順、号は楳嶺、他に鶯夢、長安堂、青龍館、六柳北圃など多数。

## 生い立ち・作風・エピソードなど

### 生い立ち
弘化元年3月3日（1844年4月20日）、新町四条下ルに於いて金穀貸付業を営み、市内六軒の町奉行の一であった安田四郎兵衛の第四子として生まれる。
嘉永5年（1852年）、楳嶺九歳の頃円山派の中島来章の門に入門する。この関係は、師の来章の許しを得て塩川文麟の門に入門する明治4年（1871年）までの約二十年間続く。

### 作風
ふつう楳嶺の特徴と言えば、代表作とされる「帝釈試三獣図」や「秋日田家図（二宮尊徳幼児図）」から推察される、教育的にして知性と感情が調和したような作風を指すのが一般的である。
しかし、他の作品を見ていくと、それらから逸脱する抒情的な作品も見られ、重厚緻密とも言える。
また、初期の頃は円山派の中島来章に約二十年もの間、師事していたこともあり、円山派の影響を多分に受けていると考えられ、単なる四条派の後継者と見なすことは出来ない。
しかし、四条派の主流を受けついでいるのも事実で、彼の作品群にもそれが現れている。

### 教育者としての楳嶺
楳嶺は画家というよりも教育者として名高く、貢献も大きい。楳嶺自身もそれを自覚していたようで、様々な逸話が残っている。若い楳嶺がある時、京で外れることがないと評判の観相家に、「俺は日本で一流の画家になることができるか？」と尋ねた。すると、その観相家は「気の毒だが一流の絵師にはなれない。しかし、二流の絵描きにはなる。そして、おまえさんが育てた者の中から天下一流の絵描きが必ず出る。だから弟子を育てなさい」と答えた。それを聞いた楳嶺は「自分が一流の画家となれないのは残念だが、これも天運ならば仕方がない。俺は子弟を教育して天下第一流の者をつくりだしてやろう」と決意したという。後年、弟子たちにこの逸話を話し、「俺はお前たちの踏み台なのだから、遠慮なく俺を踏み台にして、俺よりも偉い者になってくれなくては困る」と言って励ました。
また、その場その場に応じ適切な指導したエピソードも多い。門人たちが女の話をしていると「その女のどこが美しかったか言ってみろ」「ただ美しいと思うだけでは絵描きになれない。どこが美しいか研究しなければいけない」と諭し、弟子が庭掃除をしていると、「そんな掃き方をしたら、緑青ではムラになるぞ。どこから初めてどう掃くか、最初に目的を決めて順序を目で測ってやれ」と注意した。火事が起こり、門人が慌てて見に行こうとすると、「写生帳を持ってきたか」「いえ、持ってまいりません」「写生帳を持たずに出てきて何になる。早く持って行ってこい」と説いた。
厳しく徹底的に基礎教育をする代わりに、基礎が出来たら自由にさせていたようである。また、常に門弟たちを引き立たせるようにしていたようでもある。門弟が少し慢心していると絵の批評も痛烈にやるが、やや悲観している者があると拙い絵でも褒めてやり、その匙加減が絶妙だったという。

### 弟子・門下生

#### 楳嶺四天王
楳嶺門下の高弟4名を指す。具体的には以下の4人。並びは生年順。
- 菊池芳文
- 谷口香嶠
- 竹内栖鳳
- 都路華香

#### その他
もちろん「楳嶺四天王」以外にも弟子はいた。具体的には以下の通り。同じく生年順。
- 森川曽文
- 三宅呉暁
- 加藤英舟
- 多田香疇
- 川合玉堂
- 川北霞峰
- 上村松園
- 田南岳璋
- 五代清水六兵衛
- 森本東閣 楳嶺長男
- 幸野西湖 楳嶺次男

## 略歴
- 弘化元年（1844年） 京都の新町四条下ルにおいて金穀貸付業を営む安田四郎兵衛の第四子として生まれる。
- 嘉永5年（1852年） 円山派の中島来章の門に入門する。師から画号梅嶺、名を豊直、字は思順を与えられる。
- 安政6年（1859年） 父死去。
- 万延元年（1860年） 円山で催された画会に「猿ヶ島報讐図」を出品し、鈴木百年等に認められる。
- 元治元年（1864年） 禁門の変により、生家罹災する。母死去。
- 慶応3年（1867年） 柳馬場六角上ルに一戸を構えて自立するも、赤貧洗うが如くであったといわれる。
- 明治4年（1871年） 師中島来章の許しをえて、四条派の塩川文麟のもとに移る。
- 明治5年（1872年） 雅号を梅嶺から楳嶺に改める。
- 明治6年（1873年） 第二回京都博覧会に於いて催された、在洛五十名の席上揮毫の揮毫者に選ばれる。
- 明治9年（1876年） 初めて東上し、「東行写真」成る。
- 明治10年（1877年） 師・文麟歿し塩川派を受けつぐと共に、東本願寺へも出入りし、法主・大谷光勝の巡錫に従い九州地方を写生旅行する。
- 明治11年（1878年） 望月玉泉や久保田米僊と連署して京都府知事に画学校設立を建議する。
- 明治13年（1880年） 京都府画学校（現：京都市立芸術大学）を発足し、鈴木百年と共に北宗画担当副教員となる。
- 明治14年（1881年） 画学校教員を依願退職する。竹内栖鳳、私塾に入門する。
- 明治15年（1882年） 第一回内国絵画共進会の審査員をつとめ、「月下擣衣図」を出品。この時「百鳥画譜」の著述により、絵事著述褒状ならびに絵事功労賞を受ける。菊池芳文、入塾してくる。
- 明治17年（1884年） 第二回内国絵画共進会の審査員をつとめ、「桜に雀」を出品し、銀賞を受ける。
- 明治18年（1885年） 再び東本願寺法主大谷光勝の巡錫に随行して、東京を経て北越地方を写生旅行する。
- 明治19年（1886年） フェノロサの京都講演に刺激され、米僊と共に京都青年絵画研究会の開催を発起するも、事志に沿わず一時名古屋に赴く。
- 明治20年（1887年） 秋、皇居御造営（明治21年竣工）にあたり、明治宮殿皇后宮常御殿杉戸絵「山吹」「芍薬」、同化粧之間格天井絵「四季草花」を揮毫する。
- 明治21年（1888年） 再び画学校に関係し、従来の東西南北を改めて東洋画と西洋画にする改革に関与する。
- 明治22年（1889年） 画学校に於いて西洋画系学生と対立する。パリ万国博に「二宮金次郎勉学図」（現在所在不明）を出品し受賞。
- 明治23年（1890年） 京都美術協会の設立に米僊らと参加し、評議員となる。第三回内国勧業博覧会の審査員をつとめるも、他の審査員の態度に憤慨して途中帰洛する。京都市に移管されていた京都市画学校を退職する。
- 明治24年（1891年） 幸野私塾懇親会の席上、引退の挨拶をする。
- 明治26年（1893年）9月25日帝室技芸員となる[3]。シカゴ万国博に「秋日田家図（二宮尊徳幼児図）」[4]を出品する。
- 明治27年（1894年） 帝室技芸員になった祝いに東三本木の家をおくられて移る。東本願寺の大師堂（現:御影堂）壁画「聖池蓮花図」ほかを揮毫する。
- 明治28年（1895年） 2月2日、病没する。妙蓮寺に葬られる。法号・秀香院誠信楳嶺居士。

（原田平作著「幕末明治 京洛の画人たち」（京都新聞社刊）より抜粋・引用）

## 作品
| 作品名                       | 技法     | 形状・員数 | 寸法（縦x横cm） | 所有者                                   | 年代                 | 落款・印章                                                  | 備考     |
| ---------------------------- | -------- | ---------- | --------------- | ---------------------------------------- | -------------------- | ----------------------------------------------------------- | -------- |
| 唐子遊びの図                 | 紙本著色 | 六曲一双   |                 | 敦賀市立博物館                           | 1865年（慶応元年）   |                                                             |          |
| 仙洞御苑春景図               | 1幅      | 絹本著色   |                 | 京都国立博物館                           |                      | 落款「梅嶺」/ 「直豊」 「梅嶺」白文半円連印                 |          |
| 雲龍図                       | 絹本墨画 | 1面        | 140.5x83.2      | 大雲院 (京都市)                          | 江戸時代             | 款記「楳嶺仙史豊」/「幸野豊印」白文方印・「思順印」朱文方印 |          |
| 妓女図                       | 絹本著色 | 1幅        |                 | 京都府立総合資料館（京都文化博物館管理） | 1873年（明治6年）    |                                                             |          |
| 海魚盡図                     | 紙本著色 | 六曲一双   |                 | 個人                                     | 1876年（明治9年）    |                                                             |          |
| 呉服漢織之図                 | 絹本著色 | 1幅        | 108.8x84.3      | 京都市美術館                             | 1881年（明治14年）   |                                                             |          |
| 帝釈試三獣図                 | 絹本著色 | 1幅        | 146.5x71.5      | 京都市美術館                             | 1885年（明治18年）   |                                                             | 西域記賛 |
| 蔬果図額                     | 絹本著色 | 額装1面    | 81.7x112.1      | 泉屋博古館                               | 1887年（明治20年）頃 | 款記「楳嶺幸埜豐」                                          |          |
| 秋日田家図（二宮尊徳幼児図） | 絹本著色 | 1幅        | 231.4x141.2     | 東京国立博物館                           | 1892年（明治25年）   |                                                             |          |
| 岩倉具視 幽居の図            |          | 1巻        |                 | 京都・財団法人岩倉公旧蹟保存会           |                      |                                                             |          |
| 四季草花図屏風（右隻・左隻） | 紙本著色 | 六曲一双   | 61x194（各）    | 岐阜県美術館                             |                      |                                                             |          |
| 蔓茘枝と猫                   | 絹本著色 | 1幅        | 144.0x54.5      | 高知県立美術館                           | 制作時期不明         |                                                             |          |